# Maskfläta
Maskfläta (Hypnum vaucheri) är en bladmossart som beskrevs av Lesquereux 1846. Maskfläta ingår i släktet flätmossor, och familjen Hypnaceae. Arten är reproducerande i Sverige. Inga underarter finns listade i Catalogue of Life.

## Bildgalleri

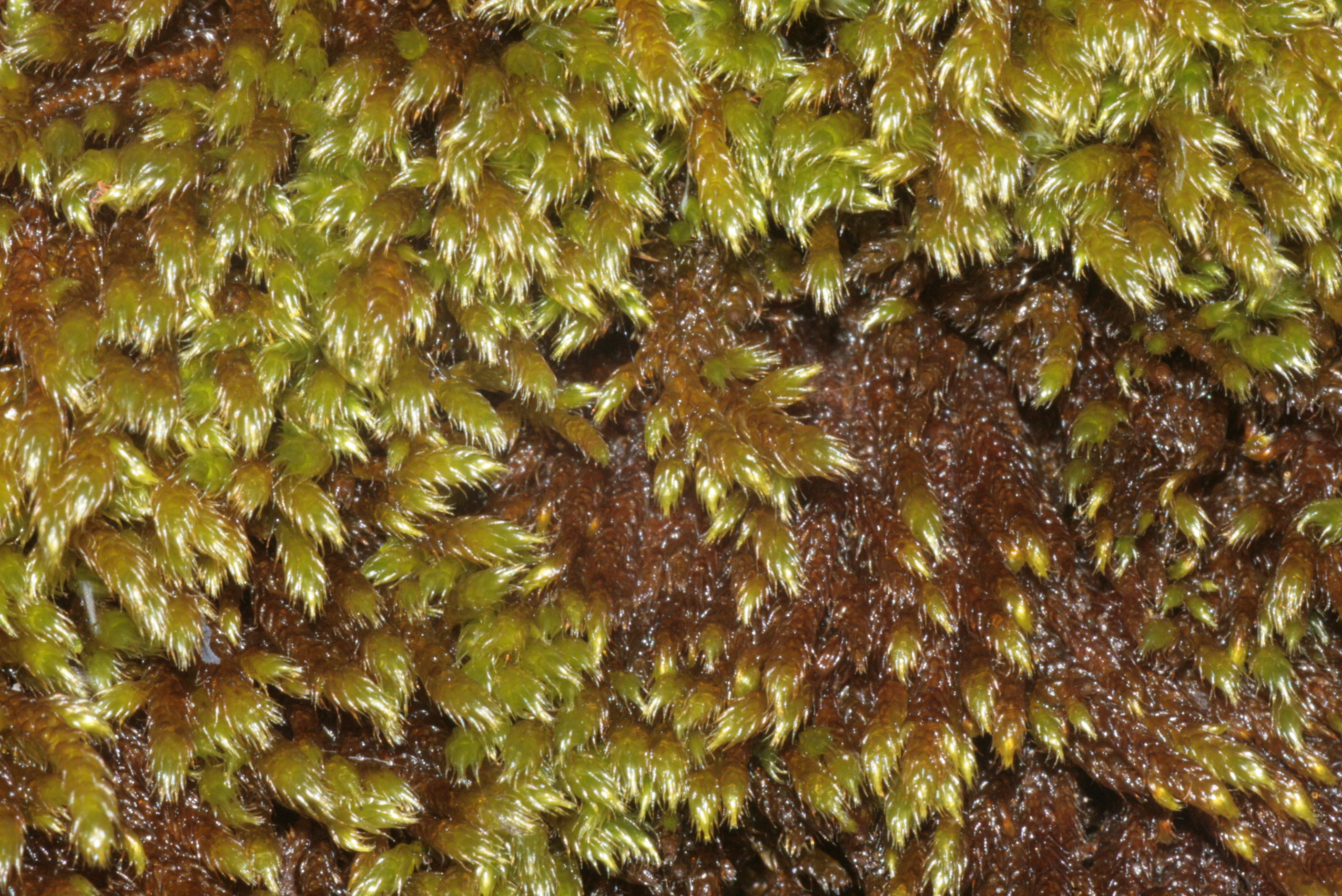
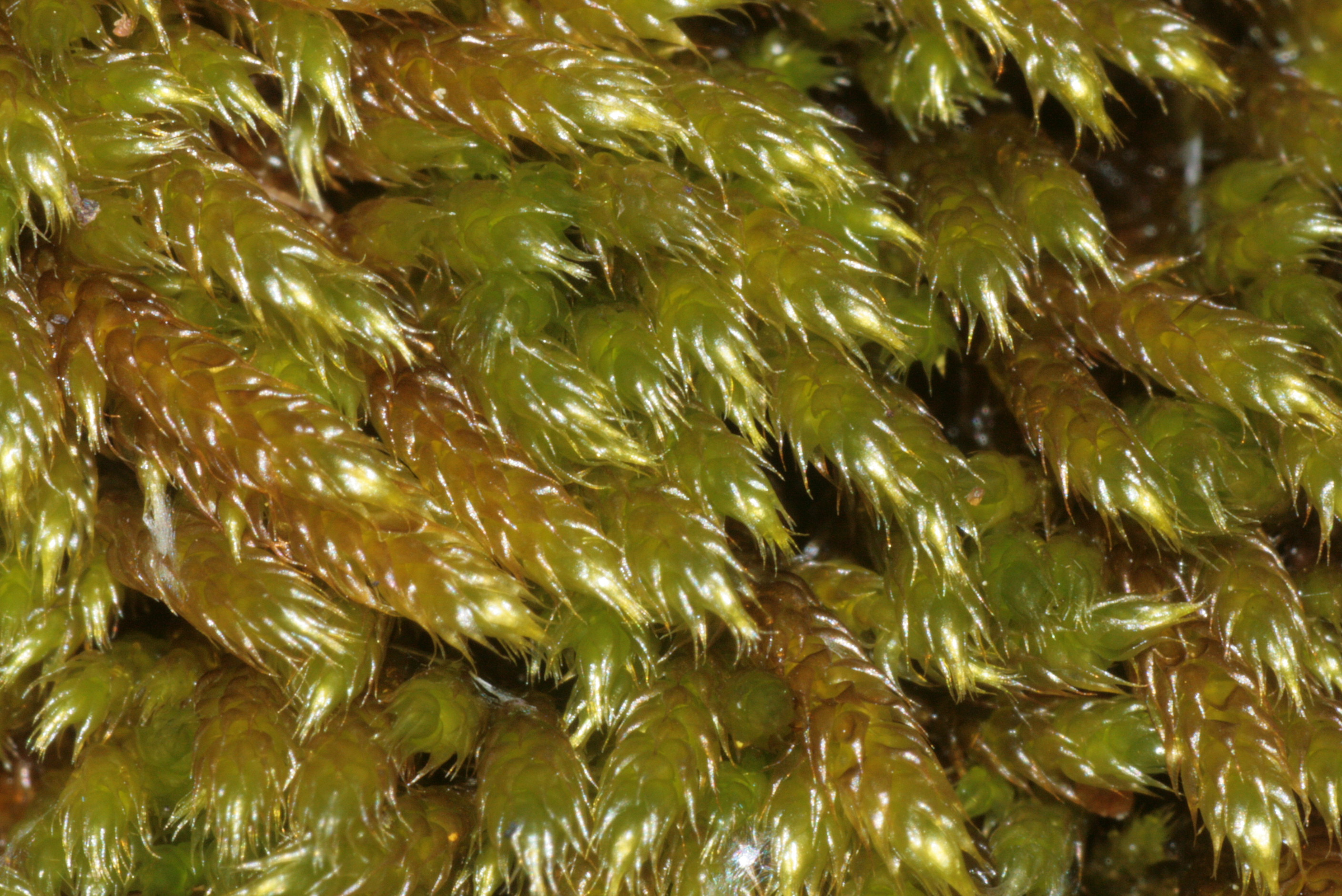
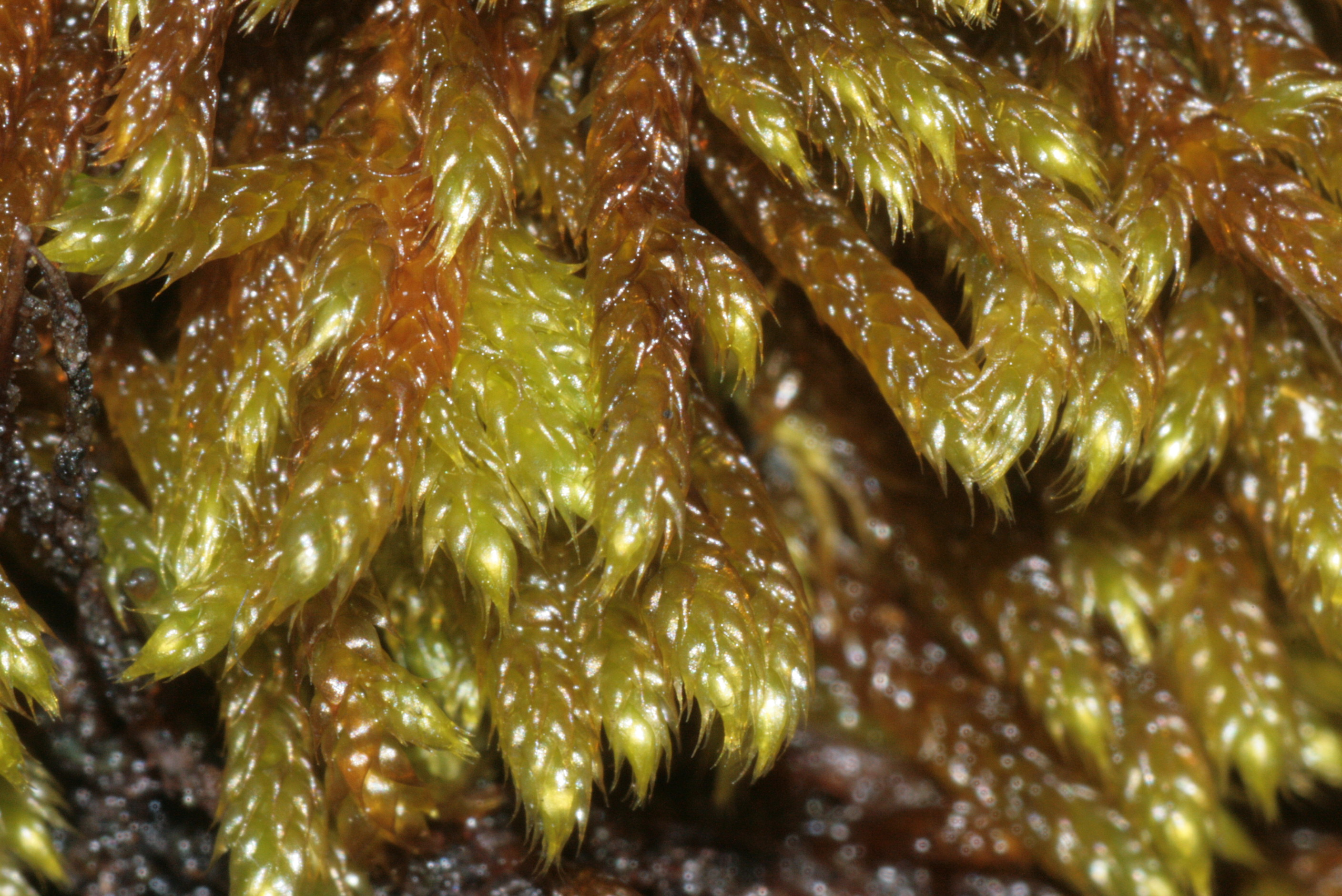
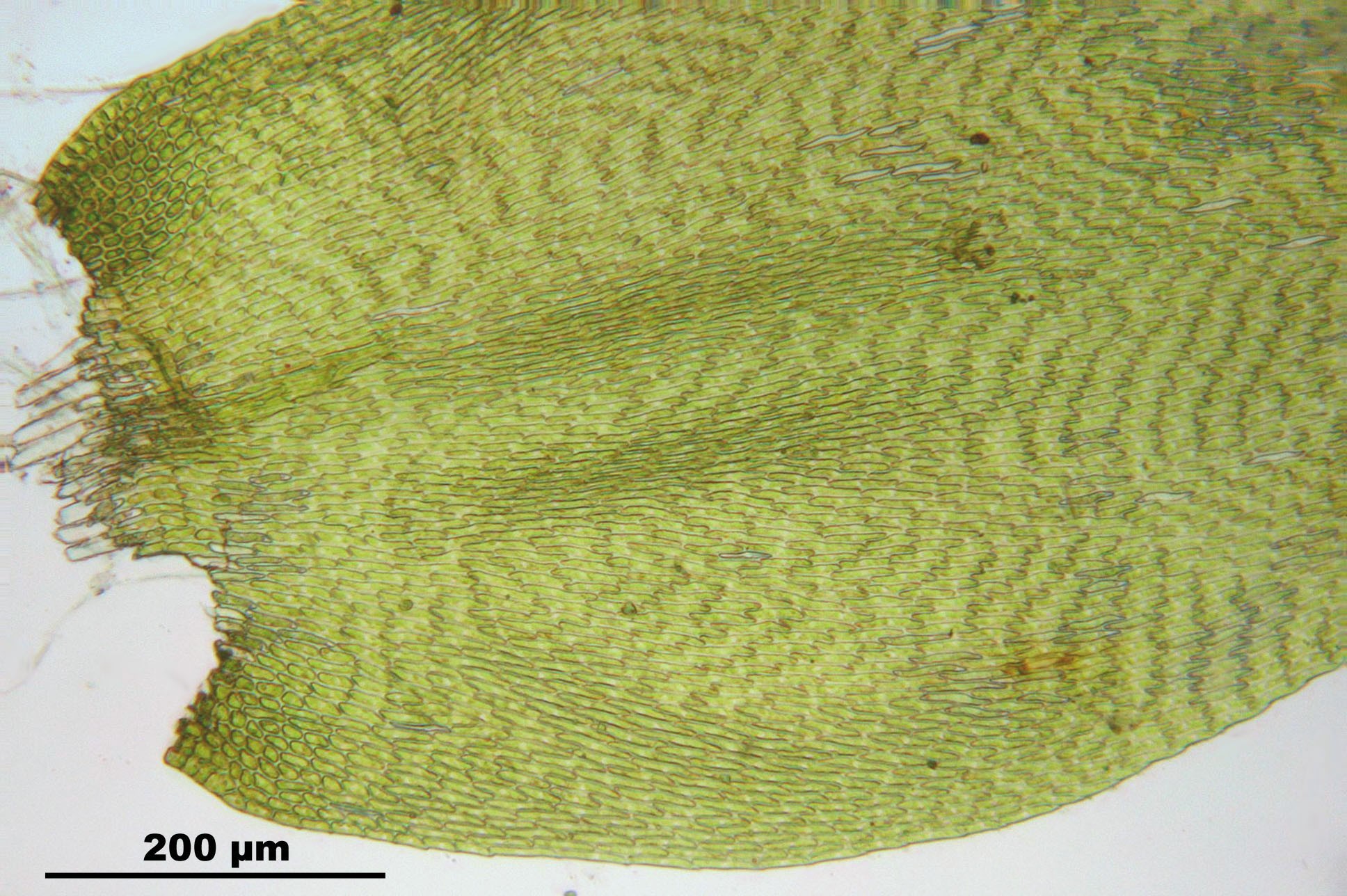
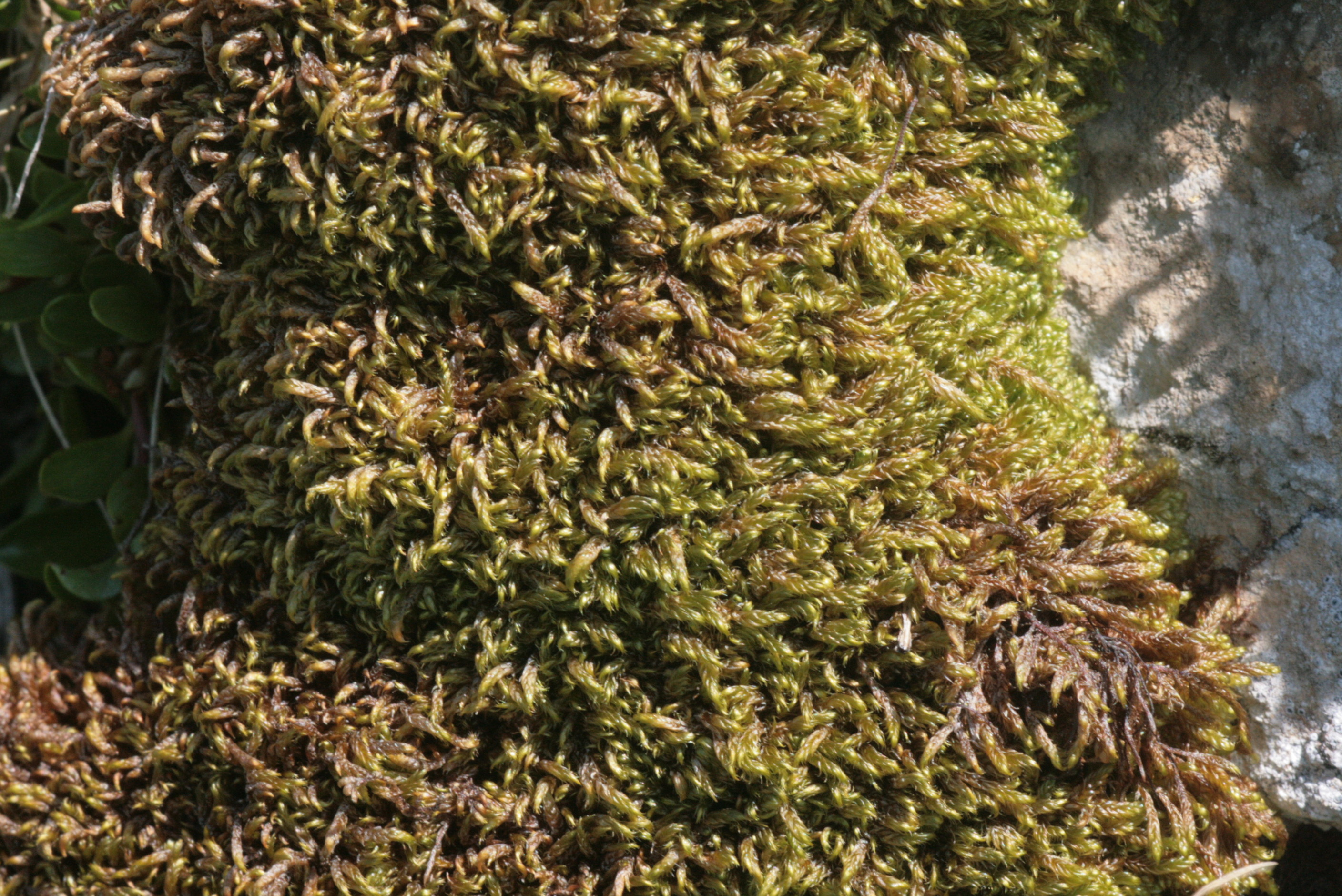
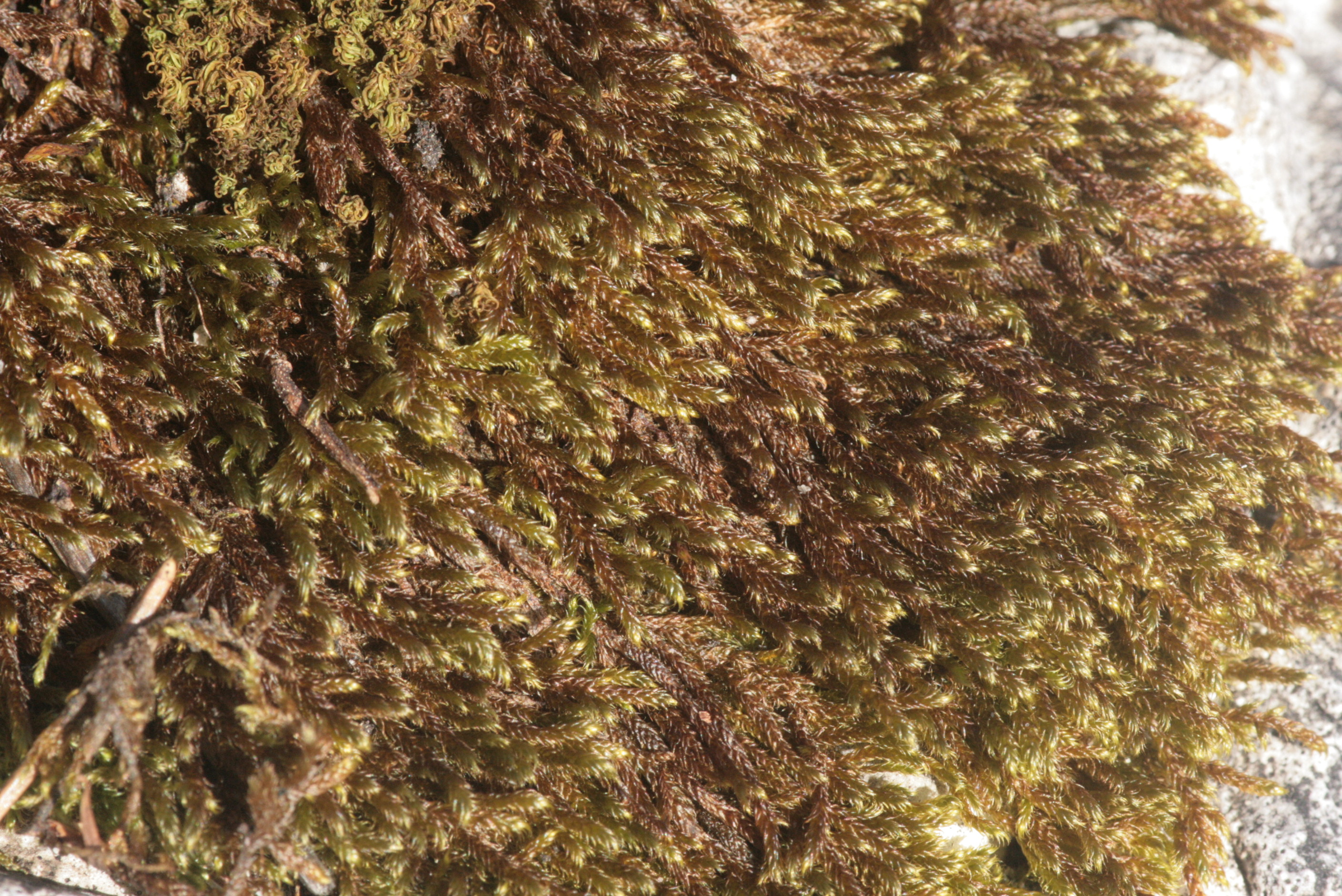